# Júlia Sebestyén
Júlia Sebestyén (Miskolc, 14 maggio 1981) è un'ex pattinatrice artistica su ghiaccio ungherese. Nel 2004 è diventata la prima pattinatrice ungherese a vincere il Campionato europeo. Fra il 2002 e il 2010 ha vinto nove campionati nazionali ungheresi consecutivi. È stata membro della squadra olimpica ungherese in quattro edizioni fra il 1998 e il 2010, ed è stata la portabandiera dell'Ungheria alle Olimpiadi del 2010.

## Palmarès

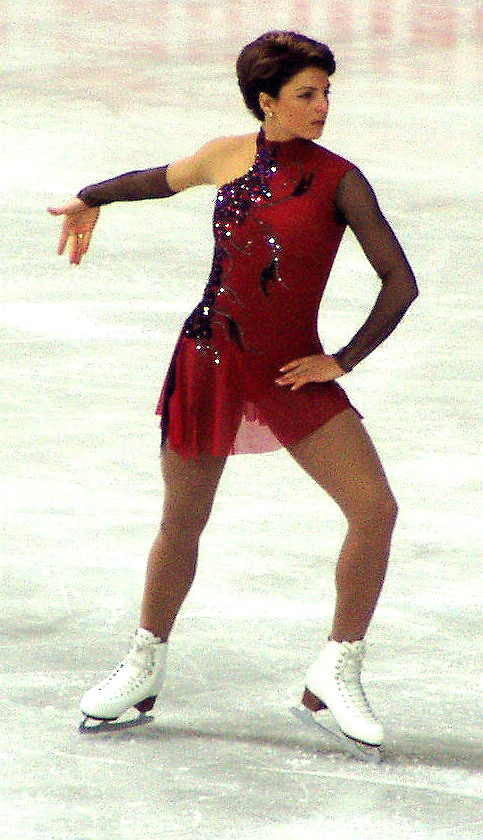
Júlia Sebestyén al Campionato del mondo nel 2004

| Internazionali                                        | Internazionali | Internazionali | Internazionali | Internazionali | Internazionali | Internazionali | Internazionali | Internazionali | Internazionali | Internazionali | Internazionali | Internazionali | Internazionali | Internazionali | Internazionali | Internazionali |
| Evento                                                | 94–95          | 95–96          | 96–97          | 97–98          | 98–99          | 99–00          | 00–01          | 01–02          | 02–03          | 03–04          | 04–05          | 05–06          | 06–07          | 07–08          | 08–09          | 09–10          |
| ----------------------------------------------------- | -------------- | -------------- | -------------- | -------------- | -------------- | -------------- | -------------- | -------------- | -------------- | -------------- | -------------- | -------------- | -------------- | -------------- | -------------- | -------------- |
| Giochi olimpici invernali                             |                |                |                | 15°            |                |                |                | 8°             |                |                |                | 18°            |                |                |                | 17°            |
| Campionati mondiali                                   |                |                |                | 19°            | 19°            | 7°             | 18°            | 8°             | 14°            | 6°             | 12°            | 22°            | 12°            | 11°            |                | 15°            |
| Campionati europei                                    | 15°            |                |                | 17°            | 6°             | 6°             | 6°             | 10°            | 3°             | 1°             | 4°             | 14°            | 9°             | 4°             | 8°             | 6°             |
| GP Finale                                             |                |                |                |                |                |                |                |                |                | 6°             |                |                | 6°             |                |                |                |
| GP Cup of China                                       |                |                |                |                |                |                |                |                |                |                |                |                | 1°             | 5°             |                |                |
| GP Cup of Russia                                      |                |                |                |                |                |                |                | 8°             |                |                | 3°             | 6°             | 2°             | 7°             | 7°             | 6°             |
| GP Trophée Lalique/Bompard                            |                |                |                |                |                |                |                |                |                | 3°             | 3°             |                |                |                |                |                |
| GP NHK Trophy                                         |                |                |                |                |                |                | 7°             | 5°             |                |                |                |                |                |                |                |                |
| GP Skate America                                      |                |                |                |                |                | 5°             |                | 6°             | 8°             |                |                | 8°             |                |                |                | 3°             |
| GP Skate Canada                                       |                |                |                |                |                | 6°             |                |                |                | 3°             | 6°             |                |                |                |                |                |
| Finlandia Trophy                                      |                |                |                |                |                |                | 6°             |                |                |                |                |                | 3°             |                |                |                |
| Karl Schäfer Memorial                                 |                | 3°             |                |                |                | 3°             |                |                | 2°             |                |                |                |                |                |                |                |
| Nebelhorn Trophy                                      |                |                |                | 4°             |                |                |                |                |                |                |                |                |                |                |                | 4°             |
| Ondrej Nepela Trophy                                  |                |                |                |                |                |                |                | 1°             | 3°             |                |                | 1°             | 2°             | 1°             |                |                |
| Crystal Skate                                         |                |                |                |                |                |                |                |                |                |                |                |                |                |                |                | 1°             |
| Golden Spin                                           |                |                |                | 3°             | 2°             |                |                |                | 3°             |                |                |                |                |                | 1°             |                |
| Skate Israel                                          |                |                |                |                |                | 2°             |                |                |                |                |                |                |                |                |                |                |
| Internazionali: Junior                                |                |                |                |                |                |                |                |                |                |                |                |                |                |                |                |                |
| Campionati mondiali                                   | 21°            |                |                | 14°            | 9°             |                |                |                |                |                |                |                |                |                |                |                |
| JGP Germania                                          |                |                |                | 13°            |                |                |                |                |                |                |                |                |                |                |                |                |
| JGP Ungheria                                          |                |                |                | 2°             | 1°             |                |                |                |                |                |                |                |                |                |                |                |
| JGP Messico                                           |                |                |                |                | 6°             |                |                |                |                |                |                |                |                |                |                |                |
| Blue Swords                                           | 8° J.          |                |                |                |                |                |                |                |                |                |                |                |                |                |                |                |
| Gardena Spring Trophy                                 | 3° J.          |                |                |                |                |                |                |                |                |                |                |                |                |                |                |                |
| Nazionali                                             |                |                |                |                |                |                |                |                |                |                |                |                |                |                |                |                |
| Campionati ungheresi                                  | 2°             |                | 3°             |                | 2°             | 2°             | 2°             | 1°             | 1°             | 1°             | 1°             | 1°             | 1°             | 1°             | 1°             | 1°             |
| GP = Grand Prix; JGP = Junior Grand Prix; J. = Junior |                |                |                |                |                |                |                |                |                |                |                |                |                |                |                |                |